# Melide
Melide es una comuna suiza del cantón del Tesino, situada en el distrito de Lugano. Tiene una población estimada, a fines de 2020, de 1830 habitantes.
Limita al norte con la ciudad de Lugano, al noreste con Campione d'Italia (IT-CO), al este con Bissone, al sur con Brusino Arsizio y Vico Morcote, y oeste con Carona.

## Turismo
Melide cuenta con el parque Swiss Miniatur, que consiste en una gran maqueta que recrea Suiza y por la que circulan trenes a escala, barcos etc.; a la vez que hay réplicas de los principales monumentos del país. Esto hace que la localidad se llene a diario de turistas.

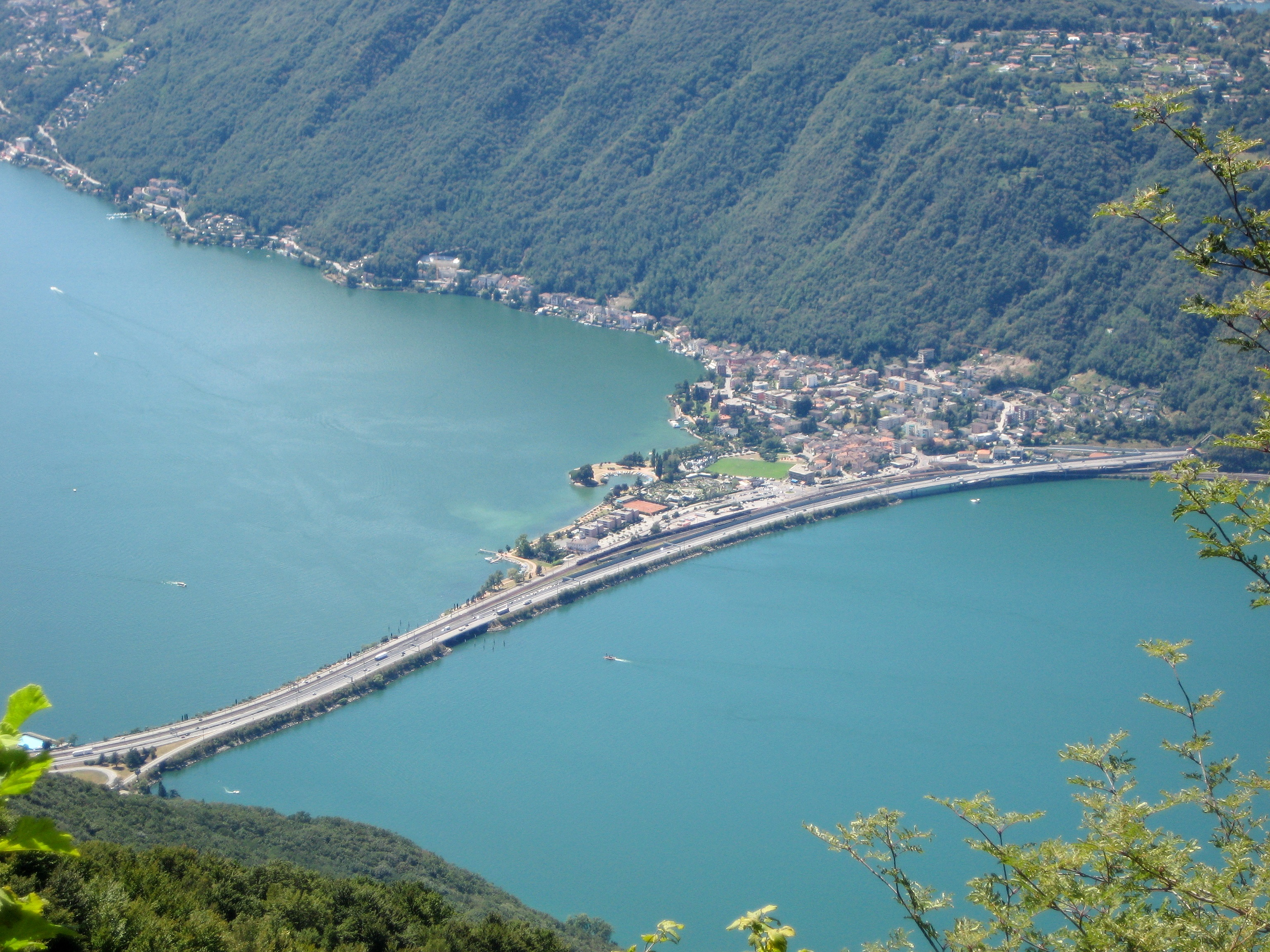
Vista del puente de Melide sobre el lago de Lugano.

## Transportes
Ferrocarril
Cuenta con una estación ferroviaria en la que efectúan parada trenes de cercanías de la red TiLo.